# Himantura microphthalma
Himantura microphthalma  (лат.) — малоизученный вид рода хвостоколов-гимантур из семейства хвостоко́ловых отряда хвостоколообразных надотряда скатов. Они обитают в субтропических водах Тайваня. Вид известен по единственному экземпляру, который не сохранился. Грудные плавники этих скатов срастаются с головой. Подобно прочим хвостоколообразным Himantura microphthalma размножаются яйцеживорождением. Эмбрионы развиваются в утробе матери, питаясь желтком и гистотрофом.

## Таксономия и филогенез
Единственная известная до настоящего времени особь нового вида была описана в 1948 году как Dasyatis microphthalma. В 1982 году он был отнесён к роду хвостоколов-гимантур на основании отсутствия у них кожных складок на хвостовом стебле. Вероятно, он принадлежит к виду Dasyatis acutirostra. Видовой эпитет происходит от слов  μικρός — «маленький» и др.-греч. οφθαλμού — «глаз».

## Описание
Грудные плавники этих скатов срастаются с головой, образуя диск. Треугольное узкое рыло вытянуто. Позади глаз расположены брызгальца. На вентральной поверхности диска расположены 5 пар жаберных щелей, рот и ноздри. Между ноздрями пролегает лоскут кожи с бахромчатым нижним краем. Мелкие притуплённые зубы выстроены в шахматном порядке и образуют плоскую поверхность. Кожные складки на хвостовом стебле отсутствуют.

## Взаимодействие с человеком
Himantura microphthalma не являются объектом целевого лова. Международный союз охраны природы ещё не оценил статус данного вида.